# بيتر ماهر (صحفي رياضي)
بيتر ماهر هو صحفي رياضي كندي، ولد في 11 نوفمبر 1949 في كامبلتون ‏ في كندا.